# Zelinkiella synaptae
Zelinkiella synaptae är en hjuldjursart som först beskrevs av Carl Zelinka 1887.  Zelinkiella synaptae ingår i släktet Zelinkiella och familjen Philodinidae. Inga underarter finns listade i Catalogue of Life.